# 日列肯
日列肯（羅馬化：Zhireken）是俄罗斯外贝加尔边疆区的市级镇，属车尔尼雪夫斯克区，位于外贝加尔边疆区中部，临阿列乌尔河（Алеур），在区行政中心车尔尼雪夫斯克东北、边疆区首府赤塔东偏北方。
该地2021年人口有4,244人；2010年人口4,565；2002年人口3,937；1989年人口5,493。